# Marotta
Marotta (talvolta Marotta di Mondolfo) è una località balneare di 12 525 abitanti situata nella provincia di Pesaro e Urbino. Marotta è una frazione del comune di Mondolfo.

## Geografia fisica

### Territorio

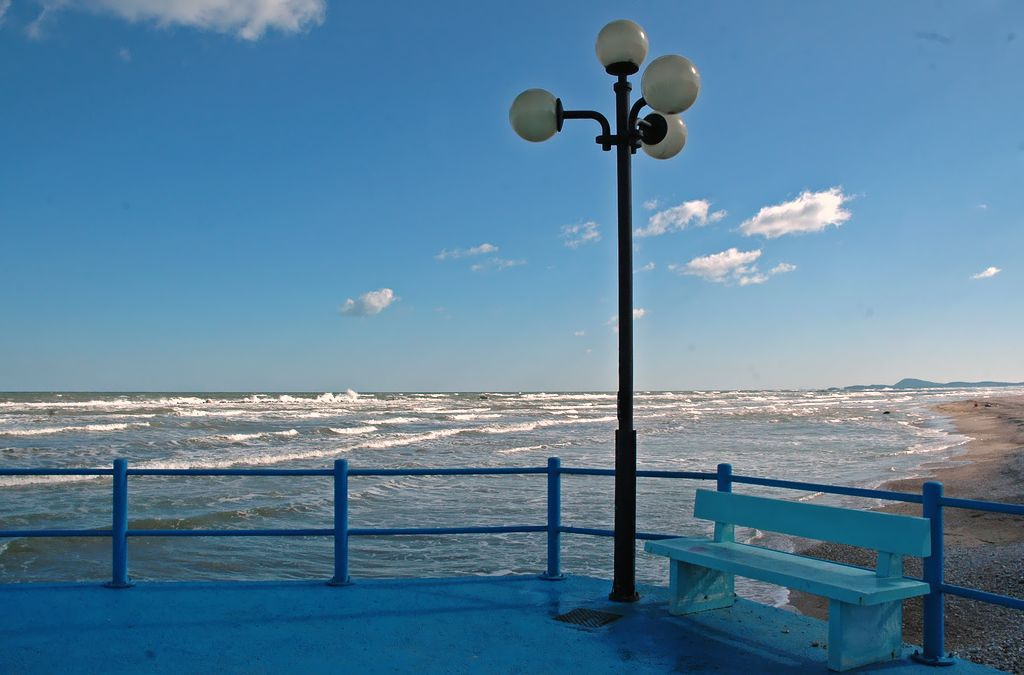
Vista dal molo, Conero all'orizzonte

A nord-ovest confina con la località di Ponte Sasso (comune di Fano), a sud-est con la località di Cesano (comune di Senigallia), a sud-ovest con le città di Mondolfo e San Costanzo e a nord-est è bagnata dal mar Adriatico per tutti i suoi 5 km di lunghezza. A sud-est il fiume Cesano segna il confine tra la provincia di Pesaro-Urbino e la provincia di Ancona.
Lungo il litorale si alternano zone di spiaggia sabbiosa e spiaggia rocciosa, mentre il fondale è uniformemente sabbioso.

### Clima
| Mondolfo                           | Mesi    | Mesi    | Mesi     | Mesi     | Mesi    | Mesi     | Mesi     | Mesi     | Mesi    | Mesi    | Mesi    | Mesi    | Stagioni | Stagioni | Stagioni | Stagioni | Anno  |
| Mondolfo                           | Gen     | Feb     | Mar      | Apr      | Mag     | Giu      | Lug      | Ago      | Set     | Ott     | Nov     | Dic     | Inv      | Pri      | Est      | Aut      | Anno  |
| ---------------------------------- | ------- | ------- | -------- | -------- | ------- | -------- | -------- | -------- | ------- | ------- | ------- | ------- | -------- | -------- | -------- | -------- | ----- |
| T. max. media (°C)                 | 9       | 10      | 13       | 17       | 22      | 25       | 28       | 28       | 24      | 20      | 14      | 10      | 9,7      | 17,3     | 27       | 19,3     | 18,3  |
| T. min. media (°C)                 | 1       | 2       | 4        | 7        | 11      | 14       | 16       | 17       | 14      | 10      | 6       | 2       | 1,7      | 7,3      | 15,7     | 10       | 8,7   |
| Precipitazioni (mm)                | 51,0    | 53,0    | 68,0     | 54,0     | 60,0    | 55,0     | 52,0     | 84,0     | 73,0    | 72,0    | 80,0    | 74,0    | 178,0    | 182,0    | 191,0    | 225,0    | 776,0 |
| Umidità relativa media (%)         | 82      | 81      | 76       | 75       | 74      | 71       | 70       | 70       | 75      | 79      | 83      | 82      | 81,7     | 75       | 70,3     | 79       | 76,5  |
| Eliofania assoluta (ore al giorno) | 3       | 3       | 5        | 6        | 8       | 9        | 10       | 10       | 8       | 5       | 3       | 2       | 2,7      | 6,3      | 9,7      | 5,3      | 6     |
| Vento (direzione-m/s)              | NNW 2,5 | NNW 2,5 | NNW 4,44 | ENE 4,44 | ENE 2,5 | ENE 4,44 | ENE 4,44 | ENE 4,44 | ENE 2,5 | ENE 2,5 | NNW 2,5 | NNW 2,5 | 2,5      | 3,8      | 4,4      | 2,5      | 3,3   |

## Storia

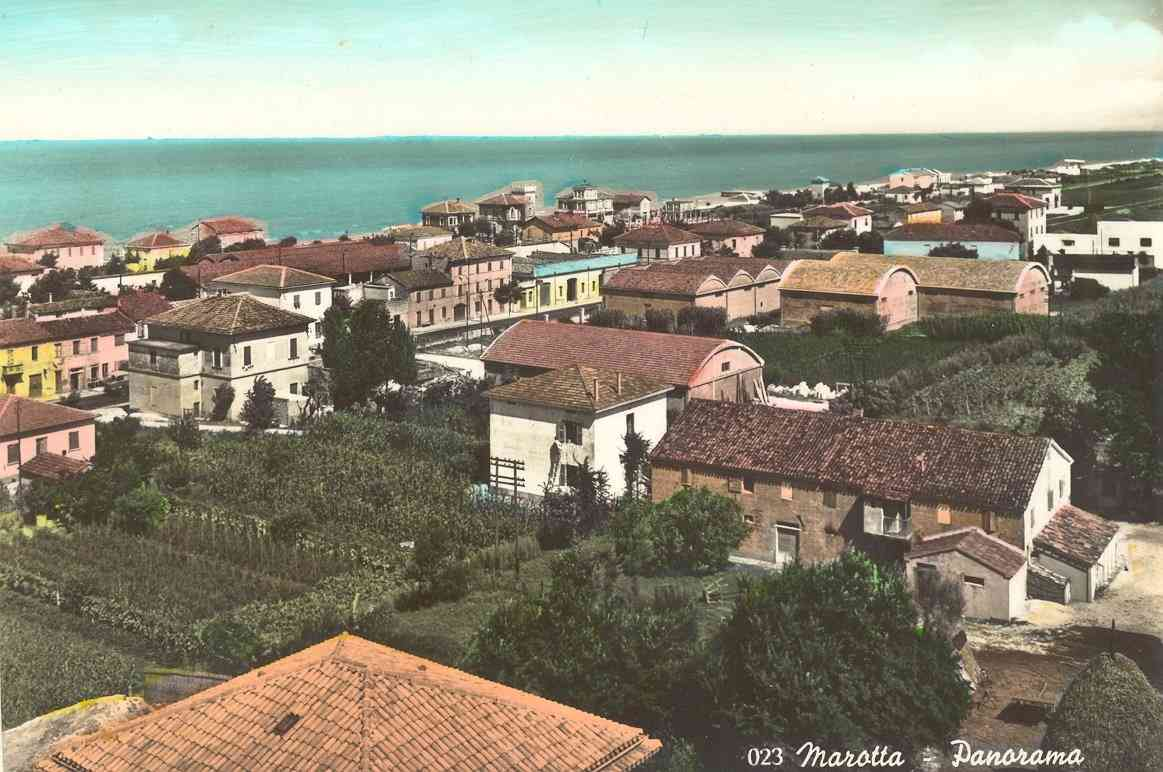
Cartolina del 1958 raffigurante Marotta

L'origine del nome Marotta si fa risalire al latino Mala Rupta o Mauri Rupta. Infatti secondo alcuni storici, a differenza di quanto sostenuto sino ad ora, nel 207 a.C. la battaglia tra Roma e Cartagine durante la seconda guerra punica che vide la sconfitta dell'esercito cartaginese e la morte di Asdrubale Barca, sarebbe stata combattuta nella vallata del Cesano anziché in quella del Metauro.

### La lapide confinaria

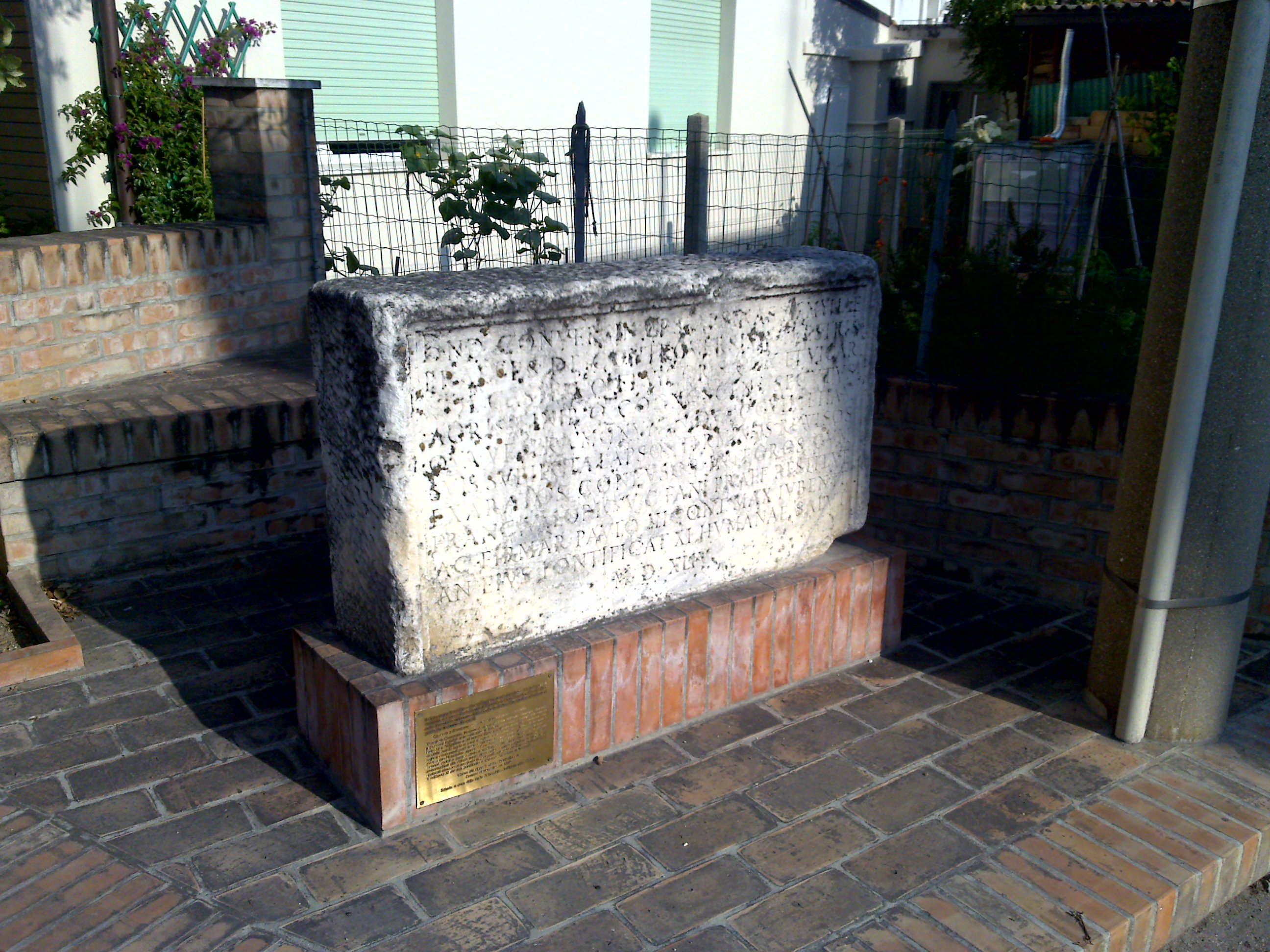
La lapide confinaria, via Vecchia Osteria

Nel 1544, Papa Paolo III fece erigere una lapide per mettere fine alle controversie sui confini tra Mondolfo e Fano. Tutt'oggi, questa segna il confine tra la Diocesi di Senigallia e quella di Fano, nonché, fino al 17 luglio 2014, il confine tra il comune di Mondolfo e il comune di Fano. Contesa nell'ultimo secolo dai due comuni, è stata recentemente restaurata e posta al confine in via Vecchia Osteria (43°46′18.9″N 13°07′53.33″E). Parte del testo, in latino, è andato perso in quanto diventato illeggibile col passare del tempo.

### Le guerre mondiali

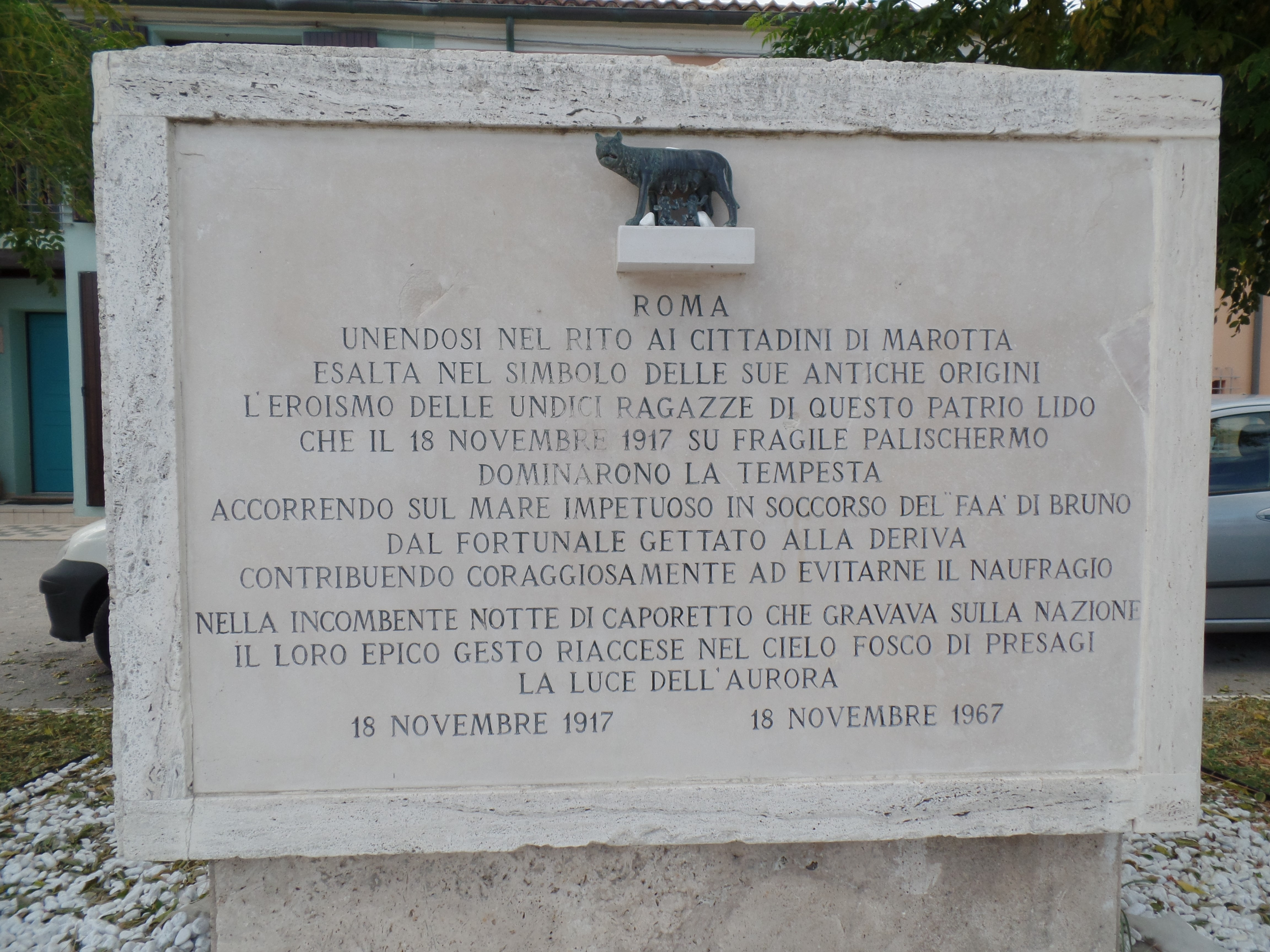
Marotta lungomare - Targa 11 ragazze eroiche del 18-nov-1917

Marotta e Mondolfo passarono quasi indenni la prima guerra mondiale, nonostante le perdite dei giovani chiamati in leva o per qualche sporadico bombardamento dalle navi austriache al largo.
Il 17 novembre 1917 a seguito di un fortunale affondò a Marina di Montemarciano il pontone armato Cappellini, mentre si arenò a circa 100 m dal lido di Marotta il pontone armato Faà di Bruno della Regia Marina, entrambi destinati in seguito ai fatti di Caporetto alla difesa del porto di Ancona. L'equipaggio del pontone armato Faà di Bruno venne rifornita da undici giovani ragazze del piccolo borgo che, nonostante il mare burrascoso, a bordo di una piccola imbarcazione, lo raggiunsero e sbarcarono alcune damigiane, cibi caldi e cestini di frutta, e a queste cose unirono un biglietto che diceva: "Le spose di Marotta offrono ai marinai d’Italia un bicchiere di vino". Analoga attività venne replicata il giorno seguente.
Il 24 agosto 1919 le undici ragazze, protagoniste dell'eroico episodio vennero decorate con la medaglia di bronzo al merito della Marina, con la seguente motivazione: «Equipaggiarono una imbarcazione e riuscirono coraggiosamente, malgrado il forte vento e il mare grosso, a vincere i frangenti e rifornire di viveri una unità navale da guerra che trovavasi gettata alla spiaggia di Marotta dalla violenza del fortunale».
Gabriele D'Annunzio per ricordare l'eroico gesto avrebbe dettato la citazione per la originaria lapide commemorativa del gesto delle coraggiose giovani eretta nella piazza di Marotta: 
Nel secondo conflitto mondiale, invece, trovandosi alle soglie della Linea Gotica, le azioni di guerra non risparmiarono la popolazione civile e si ebbero numerose vittime. I tedeschi in ritirata fecero saltare ponti, strade, la ferrovia di Marotta e i duelli delle artiglierie nemiche costrinsero la popolazione a nascondersi nei rifugi. Nemmeno il cimitero venne risparmiato.

#### Mondolfo Airfield
A Marotta, vicino alla zona Sterpettine, gli Alleati costruirono un aeroporto immenso (2 piste di circa 2 km di lunghezza) denominato "Mondolfo Airfield", utilizzato verso la fine della seconda guerra mondiale. In questo aeroporto trovarono lavoro decine e decine di civili del luogo, che instaurarono un buon rapporto coi militari.

### Il processo di unificazione
Fino al 17 luglio 2014, la località Marotta era divisa fra tre comuni, ovvero Mondolfo, San Costanzo e Fano, motivo per cui Marotta veniva a volte definita come la Berlino dell'Adriatico dalla stampa e dai politici locali. In varie occasioni la popolazione locale chiese l'unificazione delle frazioni: nel settembre 1959, alcuni giovani marottesi presero parte a una staffetta verso Roma per sollevare la questione.
Il 9 marzo 2014 si tenne un referendum in cui prevalse il consenso all'unificazione con il 67,3% dei voti. L'esito del referendum fu ratificato dalla regione Marche nel giugno 2014 ed ebbe effetto a partire dal luglio seguente. La delibera regionale fu invalidata dal Consiglio di Stato nell'agosto 2016, poiché furono ammessi al voto i soli residenti del terzo di Fano, e ripristinata dalla Corte costituzionale nel gennaio 2018.

## Luoghi di interesse storico-artistico
- La lapide confinaria (XVI secolo)
- Stazione ferroviaria di Marotta-Mondolfo e scalo merci (1884).

## Sagre e feste
- Ogni anno dal 1948 alla fine del mese di aprile si tiene a Marotta la Sagra dei garagoi. I garagoi (o garagoj), o pie' di pellicano (Aporrhais pespelecani), sono piccoli molluschi di mare, molto diffusi nella zona che va da Rimini ad Ancona. Nella zona dell'anconetano sono conosciuti come crocette.
- Dal 2009 è stato possibile riorganizzare la cosiddetta Festa della Tratta[17], durante la quale, previa autorizzazione delle autorità competenti, è stato possibile effettuare la rievocazione storica della pesca con tratta a mano, oggi vietata in quanto a strascico.  L'evento ha luogo tra la fine di luglio e i primi di agosto.

## Trasporti e mobilità urbana
Marotta è attraversata dalla Strada statale 16 Adriatica, dall'Autostrada A14 (uscita di Marotta-Mondolfo) e dalla linea ferroviaria Ancona-Bologna (stazione di Marotta-Mondolfo).

## Sport
- Il 15 maggio 1995 la 3ª tappa del Giro d'Italia 1995 si è conclusa a Marotta con la vittoria di Mario Cipollini.
- Alle Olimpiadi di Atene 2004 Lucia Morico, judoka, ha vinto la medaglia di bronzo nella categoria 78 kg femminile.
- Nel biennio 2009-2011 l'"US Marotta Calcio" (1968), ha vinto per due volte consecutive il campionato, passando dalla 2ª Categoria alla Promozione. Nel 2021 le due società calcistiche dilettantistiche di Marotta e Mondolfo si sono fuse nell'"Atletico MondolfoMarotta", la cui squadra maggiore disputerà il campionato di Promozione. Il settore giovanile, sempre nel 2021, è stato rifondato e denominato "Academy MarottaMondolfo". Nel 2018 a Marotta è stata fondata una seconda squadra di calcio dilettantistica, la "Marottese", che milita nelle categorie inferiori e ha avuto, nel biennio 2018-2020, la presenza in rosa di Lamberto Boranga.
- Il 18 gennaio 2014 è stato inaugurato il Beach Stadium Marotta, un campo sportivo al coperto per praticare sport su sabbia. È idoneo a poter ospitare eventi di beach volley al coperto di natura internazionale, avendo le metrature regolamentari richieste.[18]
- A Marotta è presente la più grande arena indoor d'Italia specializzata per softair, "AREA/51 Combat Arena".